# Seán Connick
Seán Connick (né le 27 août 1963) est un homme politique irlandais du Fianna Fáil qui est ministre d'État au ministère de l'Agriculture, de la Pêche et de l'Alimentation, responsable des pêches et des forêts de 2010 à 2011. Il est Teachta Dála (TD) pour la circonscription de Wexford de 2007 à 2011.

## Jeunesse
Seán Connick est le fils de John Connick et Margaret Ryan. Il fait ses études à l'école primaire St. Canice et à CBS à New Ross  Il est également titulaire d'un Certificat Professionnel en Gestion d'Entreprise. Il utilise un fauteuil roulant à la suite d'un accident de la route. Connick est un ancien administrateur du commerce automobile et propriétaire d'un centre de santé et de remise en forme. Il est propriétaire-exploitant indépendant d'un centre de stockage, d'entreposage et de distribution. Il vit à Rosbercon, une zone de la ville de New Ross située dans le comté de Kilkenny.

## Carrière politique
Connick est élu au conseil municipal de New Ross en 1999 et réélu en 2004. Il est élu au conseil du comté de Wexford en 2004. Il est élu pour la première fois au Dáil Éireann lors des élections générales de 2007 – recevant 9 826 votes de première préférence.
Le 23 mars 2010, il est nommé ministre d'État au ministère de l'Agriculture, de la Pêche et de l'Alimentation, chargé notamment de la pêche et des forêts.
Il perd son siège aux élections générales de 2011. Il se présente aux élections de Seanad Éireann au Panel agricole en avril 2011, mais n'est pas élu.